# Rungkom (Batee)
Rungkom is een bestuurslaag in het regentschap Pidie van de provincie Atjeh, Indonesië. Rungkom telt 926 inwoners (volkstelling 2010).